# Inzai
Inzai (印西市, Inzai-shi) est une ville de la préfecture de Chiba, au Japon.

## Géographie

Situation d'Inzai dans la préfecture de Chiba.

### Localisation
Inzai est située dans le nord de la préfecture de Chiba.

### Démographie
En mai 2021, la population d'Inzai était de 106 445 habitants, répartis sur une superficie de 123,79 km2.

### Hydrographie
Inzai est bordée par le fleuve Tone au nord, et par le lac Inba à l'est.

## Histoire
Le bourg d'Inzai a été créé le 1er décembre 1954 de la fusion des anciens bourgs de Kioroshi et Taisha, et des villages d'Eiji et Funaho. Il obtient le statut de ville le 1er avril 1996.

## Éducation
Inzai est le siège d'un campus de l'université Juntendō, faculté de santé et de sport.

## Transports
Inzai est desservie par la ligne Narita de la JR East et la ligne Hokusō de la Hokuso-Railway.